# Philipp Karl von Alvensleben

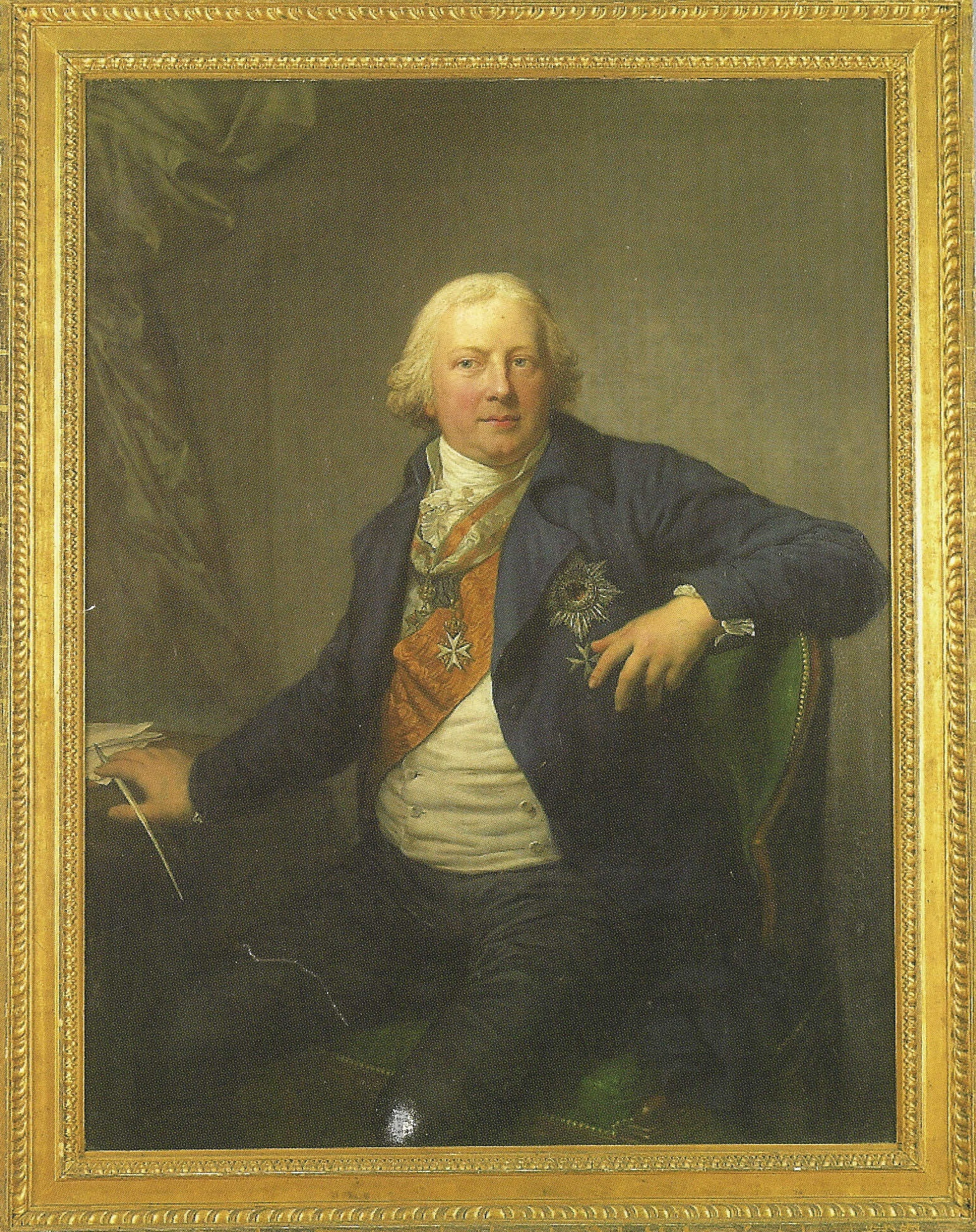
Philipp Karl von Alvensleben (1800), Ölgemälde von Anton Graff

Philipp Karl Graf von Alvensleben (* 16. Dezember 1745 in Hannover; † 21. Oktober 1802 in Berlin) war Diplomat und von 1791 bis 1802 Preußischer Staats-, Kriegs- und Kabinettsminister.

## Familie
Philipp Karl von Alvensleben entstammte der niederdeutschen Adelsfamilie von Alvensleben und war der älteste Sohn des Hannoverschen Geheimen Rates Gebhard August von Alvensleben (1719–1779) auf Neugattersleben und seiner Frau Dorothea Friederike, geb. von Hardenberg (1721–1761). Der Bruder seines Vaters war der Großbritannische und Hannoversche Minister Johann Friedrich Karl von Alvensleben (1714–1795), der lange Zeit die deutsche Kanzlei in London leitete, sein Großvater der Hannoversche Minister Rudolf Anton von Alvensleben (1688–1733). Philipp Karl von Alvensleben blieb unverheiratet. Nach dem Tode seines Onkels Johann Friedrich Karl fiel ihm 1796 der Besitz von Schloss und Gut Hundisburg zu.

## Leben
Bis zu seinem 13. Lebensjahr lebte er in Hannover. 1758 zog die Familie auf das Gut Neugattersleben. Während des Siebenjährigen Krieges (1756–63) erhielt er in Magdeburg zeitweilig gemeinsamen Unterricht mit dem preußischen Prinzen Friedrich Wilhelm, dem späteren König, und dessen Bruder Prinz Heinrich, woraus eine enge Freundschaft entstand. Anschließend studierte er bis 1770 in Halle und begann zunächst eine juristische Laufbahn als Referendar beim Kammergericht Berlin.
1774 verließ er den Justizdienst, übernahm für einige Zeit eine Stelle als Hofkavalier beim Prinzen Ferdinand und begann 1775 eine diplomatische Laufbahn als preußische Gesandter in Dresden. Im bayrischen Erbfolgekrieg schloss er 1778 mit dem kursächsischen Minister von Stutterheim einen Geheimvertrag in der Erbfolgeangelegenheit ab und verhandelte erfolgreich eine Reihe weiterer preußisch-sächsischer Staatsverträge. 1787 wurde er zu Sondermissionen in Hannover und in Paris eingesetzt, 1788 erhielt er den Posten eines außerordentlichen Gesandten in den Niederlanden, 1789 war er in der gleichen Position in London. Am 1. Mai 1791 ernannte ihn König Friedrich Wilhelm II. zum wirklichen geheimen Staats-, Kriegs- und Kabinettsminister. Nach dem Tode Karl Wilhelm von Finckensteins wird er 1801 erster Kabinettsminister.

## Werk und Würdigung
Alvensleben war umfassend gebildet, hatte vielfältige wissenschaftliche und künstlerische Interessen und hinterließ umfangreiche schriftliche Aufzeichnungen zur Kulturgeschichte seiner Zeit, die bis 1945 im Gutsarchiv in Erxleben aufbewahrt wurden und seitdem verschollen sind. Von seinen Schriften wurde – allerdings anonym – gedruckt: „Versuch eines tabellarischen Verzeichnisses der Kriegsbegebenheiten vom münsterischen bis zum hubertusburgischen Frieden“, Berlin 1792. Überliefert ist auch eine Denkschrift „Vorschlag zur Einführung der lateinischen Lettern aus Staatsgründen“ (Berlinische Blätter, 21. Februar 1798), in der er sich – nicht zuletzt aufgrund seiner internationalen Erfahrungen – für eine Schriftreform einsetzte. Seine Sensibilität für soziale Fragen fand ihren Niederschlag in seinem Plan einer „Versorgungsanstalt für arme Dienstboten“.
Alvensleben erhielt eine Reihe hoher Ehrungen: 1785 wurde er in Sonnenburg zum Ritter des Johanniterordens geschlagen, 1787 zum Ehrenmitglied der Berliner Akademie der Künste und Wissenschaft ernannt, 1792 erhielt er den Roten Adlerorden, 1798 den Schwarzen Adlerorden und im Januar 1800 wurde er in den Grafenstand erhoben.